# Khướu mỏ dẹt ngực đen
Khướu mỏ dẹt ngực đen (danh pháp khoa học: Paradoxornis flavirostris) là một loài chim trong họ Paradoxornithidae hoặc xếp trong phân họ Paradoxornithinae của họ Sylviidae.
Paradoxornis flavirostris là loài đặc hữu của tiểu lục địa Ấn Độ mà trong thời hiện đại có thể là đất nước Ấn Độ, nơi nó được biết đến từ vùng đồng bằng và chân đồi của thung lũng Brahmaputra ở Arunachal Pradesh và Assam. Trong quá khứ, nó cũng từng được ghi nhận ở Bangladesh và có thể là cả ở miền đông Nepal. Nó từng là một loài phổ biến rộng rãi và thường thấy ở địa phương. Tuy nhiên, các ghi nhận gần đây chỉ có từ 5 khu bảo tồn ở đông bắc Ấn Độ, bao gồm 1 ở Arunachal Pradesh (Khu bảo tồn sinh vật hoang dã D'Ering), 1 ở Manipur (Vườn quốc gia Keibul Lamjao) và 3 ở Assam (một ở Vườn quốc gia Kaziranga, một ở Vườn quốc gia Manas và một ở Vườn quốc gia Dibru-Saikhowa).